# مدرسة العروب الزراعية
مدرسة العروب الزراعية الثانوية المختلطة هي مدرسة مهنية حكومية، وهي المدرسة الثانوية الزراعية الوحيدة في الضفة الغربية التي تبع لوزارة التربية والتعليم الفلسطينية، وتقابلها في قطاع غزة مدرسة بيت حانون الثانوية الزراعية المختلطة.

## تاريخ
تأسست مدرسة العروب الزارعية سنة 1964- 1965 تحت إشراف ودعم من هولندا[بحاجة لمصدر] وتقع على مساحة حوالي 120 دونم حوالي 30 أكر. وهي الثانوية الزراعية الوحيدة في الضفة الغربية، ويحصّل فيها الطلبة مهارات زراعية عملية وعلمية وميدانية.
تقع المدرسة على بعد 15 كم إلى الجنوب من مدينة بيت لحم، وتقع على يمين الشارع الرئيسي (بيت لحم ـ الخليل)، ويبعد 35 كم إلى الجنوب من مدينة القدس وحوالي 17 كم من مدينة الخليل. وهي مقابلة لمخيم العروب.
تتكون المدرسة من مبنيين مكونين من عدة طوابق يضمان الغرف الصفية والإدارية، وتضم سكنا داخليا للقادمين من مناطق بعيدة ومطبخا يقدم ثلاث وجبات يومية. كما توفر المدرسة احتياجات الطلاب من مغاسل الملابس والمكتبة والملاعب والحدائق.

## التخصصات المتاحة في المدرسة

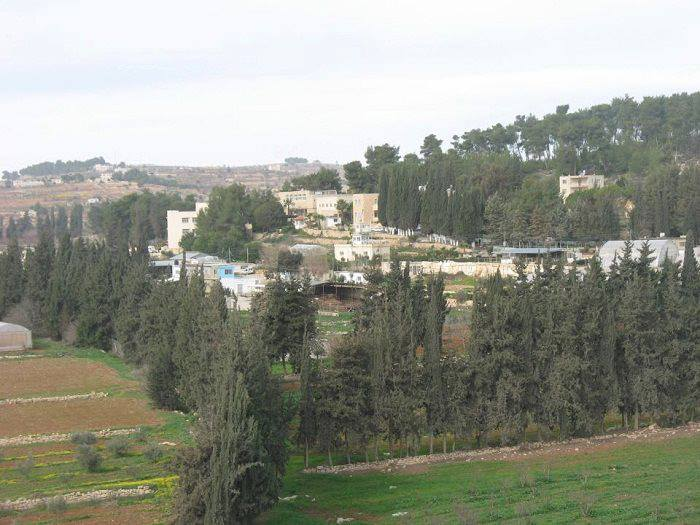
صورة لمدرسة العروب الزراعية, المدرسة الزراعية الثانوية في فلسطين في الجنوب تآسست عام 1964- الصورة ملتقطة في 2006 من خلال أحمد نجار تظهر معالم المدرسة عن بعد.

- قسم الإنتاج النباتي
- قسم الإنتاج الحيواني
- قسم الصناعات الغذائية
- قسم البيئة
- قسم الآلات الزراعية
- قسم المشاغل
- قسم البيئة
- قسم المختبرات

## قسم المزرعة في المدرسة
يوجد في مدرسة العروب الزراعية قسم خاص بالمزرعة للإنتاج الحيواني والنباتي، أما مزرعتها فيشرف عليها مجموعة من المهندسين الزراعيين المتخصصين في شتى التخصصات (الإنتاج النباتي، والتربة، والري)، وتزرع فيها مساحات لإنتاج الخضروات والفواكة التي تباع في مركز خاص داخل المدرسة، كما يوجد فيها أيضا قسم للإنتاج الحيواني يتآلف من مزارع أبقار ودواجن وأغنام.

## مشاركات وفعاليات
تشارك المدرسة في العديد من الأبحاث والمشاريع الزراعية وهي تعمل كحقل تجارب لخبرات المهندسين والباحثين في مجال التوسع الزراعي في فلسطين والمؤتمرات. تروج المدرسة لتقنيات الزراعة بدون تربة،  وشاركت في إبتكار بدائل زراعية تعتمد على القليل من المساحة والمياه في مشاريع زراعية في مخيمات اللاجئين.